# خاوی ری
خاوی ری (انگلیسی: Javi Rey؛ زادهٔ ۲۰ فوریهٔ ۱۹۹۱) بازیکن فوتبال اهل اسپانیا است.
از باشگاه‌هایی که در آن بازی کرده‌است می‌توان به باشگاه فوتبال لوگو و باشگاه فوتبال سلتاویگو اشاره کرد.